# Jinte Bos
Jinte Bos (* 4. September 2002) ist eine niederländische Rollstuhltennisspielerin.

## Karriere
Jinte Bos leidet an einer Hüftdysplasie, weshalb ihre Beine unterschiedlich lang sind. Außerdem wurde sie wegen einer ausgeprägten Skoliose operiert. Sie begann im Alter von 13 Jahren mit dem Rollstuhltennis, im September 2019 war sie Zweite der Juniorenweltrangliste. 2020 wurde sie Weltmeisterin im Junioren-Doppel und Vize-Weltmeisterin im Einzel, im Finale unterlag sie ihrer Doppelpartnerin Lizzy de Greef. Bos konnte mehrere Turniere niedrigerer Kategorie im Einzel oder Doppel gewinnen, ihr bevorzugter Belag ist Hartplatz.
2024 war Jinte Bos Teil des niederländischen Teams, das beim World Team Cup hinter China den zweiten Platz belegte.
Bei den Sommer-Paralympics 2024 unterlag sie im Einzel in der ersten Runde Wang Ziying, im Doppel konnte sie an der Seite von Lizzy de Greef die Erstrundenpartie gegen Abbie Breakwell und Lucy Shuker gewinnen. Die Niederländerinnen unterlagen im Viertelfinale den späteren Paralympics-Siegerinnen Yui Kamiji und Manami Tanaka.
Jinte Bos hat neben ihrer sportlichen Karriere eine Ausbildung zur Tierarzthelferin absolviert.